# Donovan (음반)
| 전문가 평가 | 전문가 평가 |
| 평가 점수   | 평가 점수   |
| 출처        | 점수        |
| ----------- | ----------- |
| Allmusic    | [ 1 ]       |

《Donovan》은 스코틀랜드의 싱어송라이터 도노반의 열네 번째 스튜디오 음반이자 전체 열여섯 번째 음반이다. 1977년 8월, 미국에서, 1977년 10월, 영국에서 다른 트랙 순서로 발매되었다.

## 배경
1976년 도노반과 에픽 레코드의 음반 계약은 《Slow Down World》와 함께 종료되었다. 이 음반은 제한적인 차트 성공만을 달성했을 뿐, 그의 계약은 갱신되지 않았다. 도노반의 옛 음반 프로듀서 미키 모스트는 1969년에 영국에서 라크 레코드를 시작했고 도노반과 모스트는 1977년에 도노반의 다음 음반을 라크 레코드에서 녹음하기 위해 팀을 이루었다. 아리스타 레코드는 미국에서 배급권을 획득했다.
《Slow Down World》와는 별개의 변화로, 《Donovan》의 노래들은 대중에게 다시 다가가기 위한 시도였다. 이 곡들은 현대적인 사운드를 특징으로 하며, 〈Maya's Dance〉를 제외하면 도노반의 이전 작품의 부드러운 발라드를 일반적으로 피한다. 이러한 조치에도 불구하고 도노반은 미국과 영국에서 차트 작성에 실패했고, 주류 청중에게 접근하려는 도노반의 시도가 끝났음을 알렸다. 그는 1984년까지 미국에서 또 다른 오리지널 음반을 발매하지 않았다.

## 곡 목록
모든 곡들은 도노반에 의해 작사/작곡하였다.

### 미국 버전
| #  | 제목                     | 재생 시간 |
| -- | ------------------------ | --------- |
| 1. | 〈Local Boy Chops Wood〉 | 3:02      |
| 2. | 〈Astral Angel〉         | 4:32      |
| 3. | 〈The Light〉            | 4:09      |
| 4. | 〈Dare to Be Different〉 | 3:50      |
| 5. | 〈Brave New World〉      | 4:48      |

| #  | 제목                   | 재생 시간 |
| -- | ---------------------- | --------- |
| 1. | 〈Lady of the Stars〉  | 3:02      |
| 2. | 〈International Man〉  | 3:59      |
| 3. | 〈Sing My Song〉       | 3:05      |
| 4. | 〈Maya's Dance〉       | 3:38      |
| 5. | 〈Kalifornia Kiddies〉 | 3:46      |

### 영국 버전
| #  | 제목                      | 재생 시간 |
| -- | ------------------------- | --------- |
| 1. | 〈Brave New World〉       | 4:58      |
| 2. | 〈Astral Angel〉          | 4:32      |
| 3. | 〈Local Boy Chops Wood〉  | 3:02      |
| 4. | 〈Kalifornia Kiddies〉    | 3:46      |
| 5. | 〈The International Man〉 | 3:59      |

| #  | 제목                     | 재생 시간 |
| -- | ------------------------ | --------- |
| 1. | 〈The Light〉            | 4:09      |
| 2. | 〈Sing My Song〉         | 3:05      |
| 3. | 〈Lady of the Stars〉    | 3:02      |
| 4. | 〈Maya's Dance〉         | 3:38      |
| 5. | 〈Dare to Be Different〉 | 3:50      |